# Trevor Smith (ishockeyspelare)
Trevor Smith, född 8 februari 1985, är en kanadensisk professionell ishockeyspelare som spelar för San Antonio Rampage i AHL.
Han har tidigare spelat på NHL-nivå för Nashville Predators, Toronto Maple Leafs, Pittsburgh Penguins, Tampa Bay Lightning och New York Islanders och på lägre nivåer för Milwaukee Admirals, Toronto Marlies, Wilkes-Barre/Scranton Penguins, Norfolk Admirals, Springfield Falcons, Syracuse Crunch och Bridgeport Sound Tigers i AHL, Utah Grizzlies i ECHL, University of New Hampshire i NCAA, Omaha Lancers i USHL, Quesnel Millionaires i BCHL och Queen's Park Pirates i PIJHL.
Smith blev inte draftad av något lag.
Den 30 juli 2018 skrev han på för AHL-laget San Antonio Rampage.